# 命名实体识别
具命實體辨識（英語：Named Entity Recognition，简称NER），又称作专名识别、命名实体，是指识别文本中具有特定意义的实体，主要包括人名、地名、机构名、专有名词等，以及時間、數量、貨幣、比例數值等文字。指的是可以用专有名词（名称）标识的事物，一个命名实体一般代表唯一一个具体事物个体，包括人名、地名等。
NER属于从非结构化文本中分类和定位命名实体感情的子任务，其过程是从是非结构化文本表达式中产生专有名词标注信息的命名实体表达式，目前NER有两个显著的问题，即识别和分类。例如，“歐巴马是美国总统”的“奥巴马”和“美国”都代表一个具体事物，因此都是命名实体。而“总统”不代表一个具体事物，因此不是命名实体。